# Bisdom Mangalore
Het bisdom Mangalore (Latijn: Dioecesis Mangalorensis) is een rooms-katholiek bisdom met als zetel Mangalore, in India. Het bisdom is suffragaan aan het aartsbisdom Bangalore. 

## Geschiedenis
Het bisdom werd opgericht op 13 maart 1853, als het apostolisch vicariaat Mangalore, uit delen van het apostolisch vicariaat Verapoly. Op 1 september 1886 werd het verheven tot bisdom, en werd suffragaan aan het aartsbisdom Bombay. Op 19 september 1953 veranderde het van kerkprovincie en werd suffragaan aan het aartsbisdom Bangalore. 

## Parochies
Het bisdom had in 2021 een oppervlakte van 5.924 km2 en telde 2.322.500 inwoners waarvan 11,0% rooms-katholiek was.

## Ordinarii

### Apostolisch vicarissen
- Ephrem-Edouard-Lucien-Théoponte Garrelon (3 juni 1870 - 10 april 1873)
  - Leonardo de St. Louis Mellano (apostolisch administrator: 24 maart 1876 - 25 november 1886)

### Bisschoppen
- Nicolaus Maria Pagani (21 februari 1885 - 30 april 1895)
- Abbondio Cavadini (26 november 1895 - 26 maart 1910)
- Paolo Carlo Perini (17 augustus 1910 - 12 juni 1923)
  - Joseph Lawrence Pais (apostolisch administrator: 12 juni 1923 - Niet in bezit genomen)
- Valerian Joseph de Souza (14 januari 1928 - 14 augustus 1930)
- Vittore Rosario Fernandes (6 mei 1931 - 4 januari 1955)
- Basil Salvador Theodore Peres (4 januari 1955 - 24 april 1958; coadjutor sinds 3 juli 1952)
- Raymond D'Mello (5 februari 1959 - 21 april 1964)
- Basil Salvadore D'Souza (22 maart 1965 - 5 september 1996)
- Aloysius Paul D'Souza (8 november 1996 - 3 juli 2018; hulpbisschop sinds 11 januari 1996)
- Peter Paul Saldanha (3 juli 2018 - heden)

## Galerij van afbeeldingen

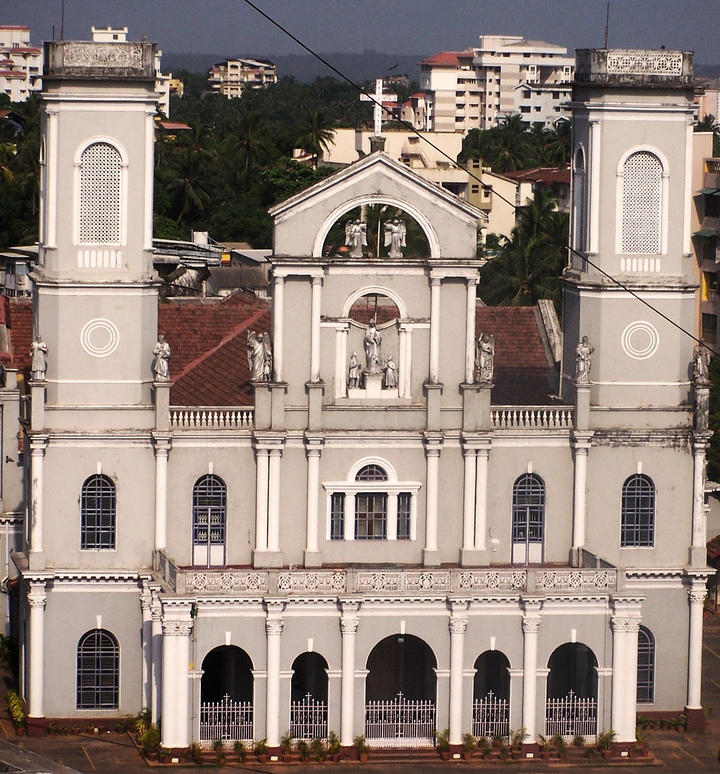
Milagres-kerk in Hampankatta, Mangalore
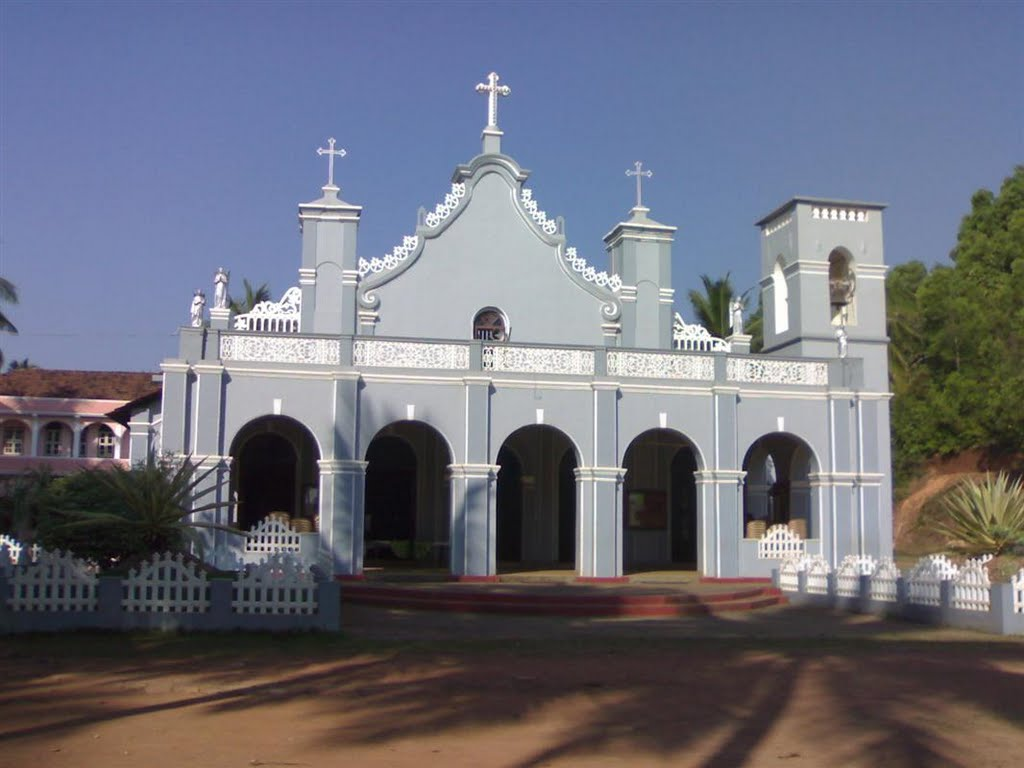
Most Holy Saviour-kerk in Agrar
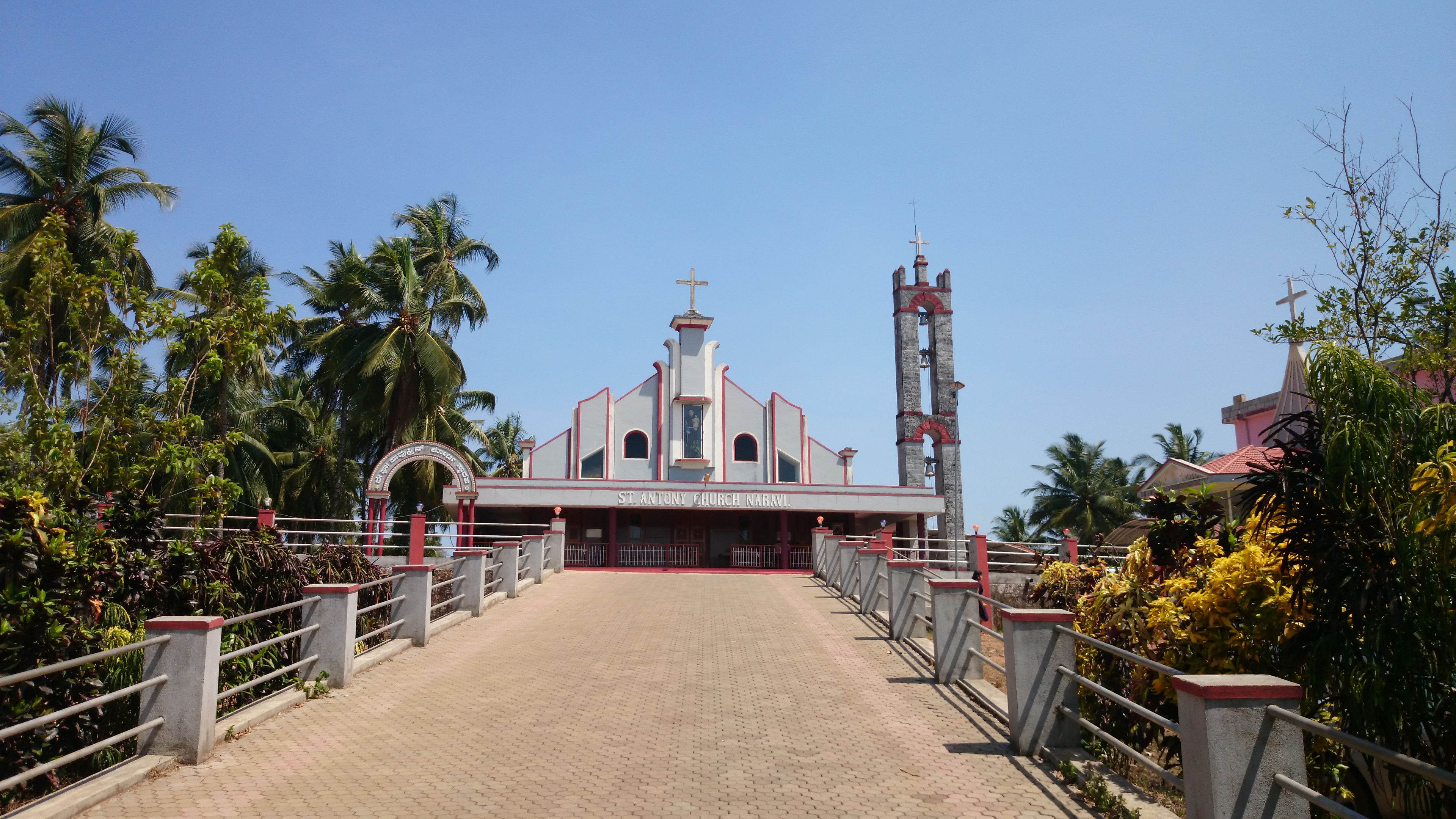
Saint Antony-kerk in Naravi
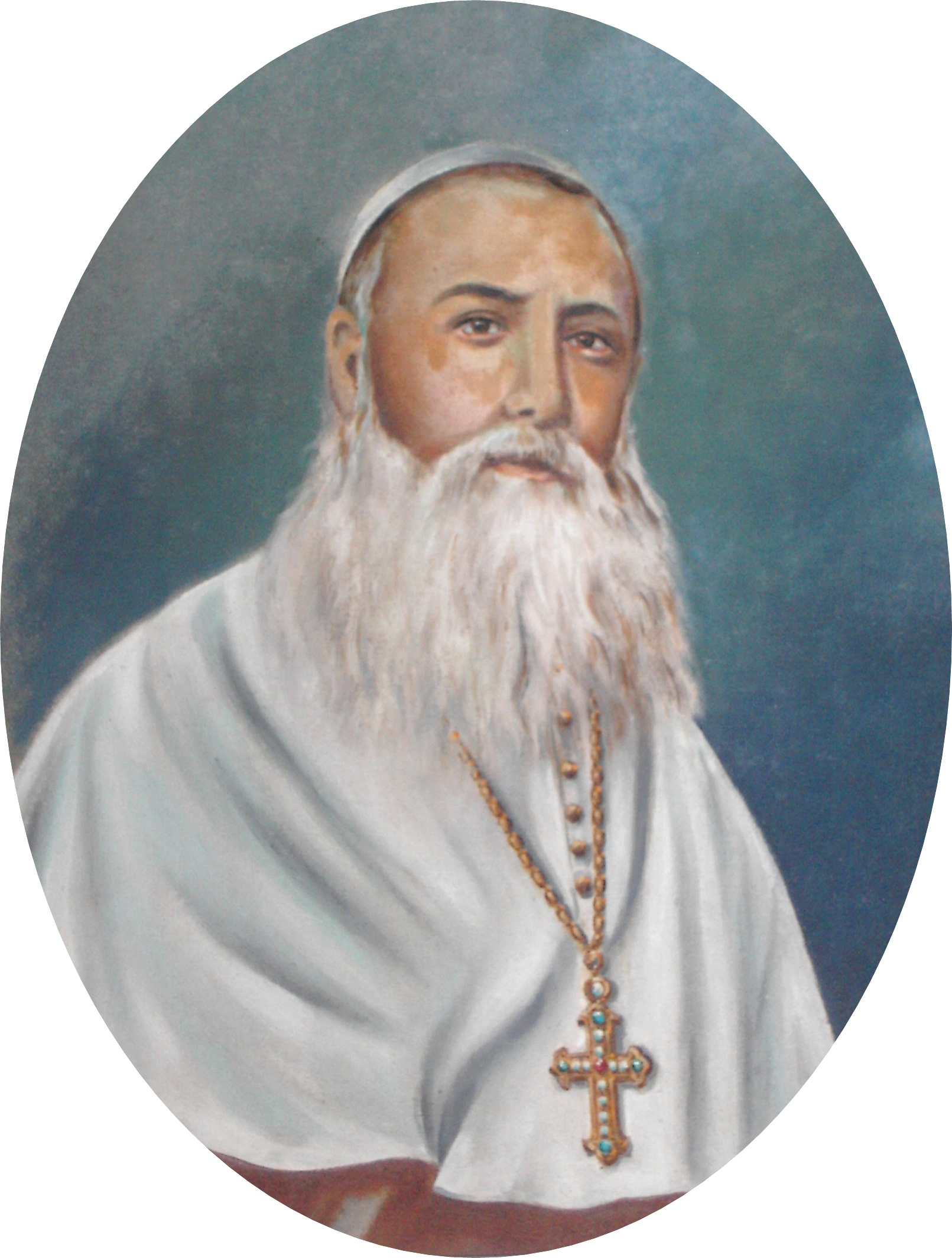
Apostolisch vicaris Ephrem Garrelon (1870-1873), eerste ordinarius
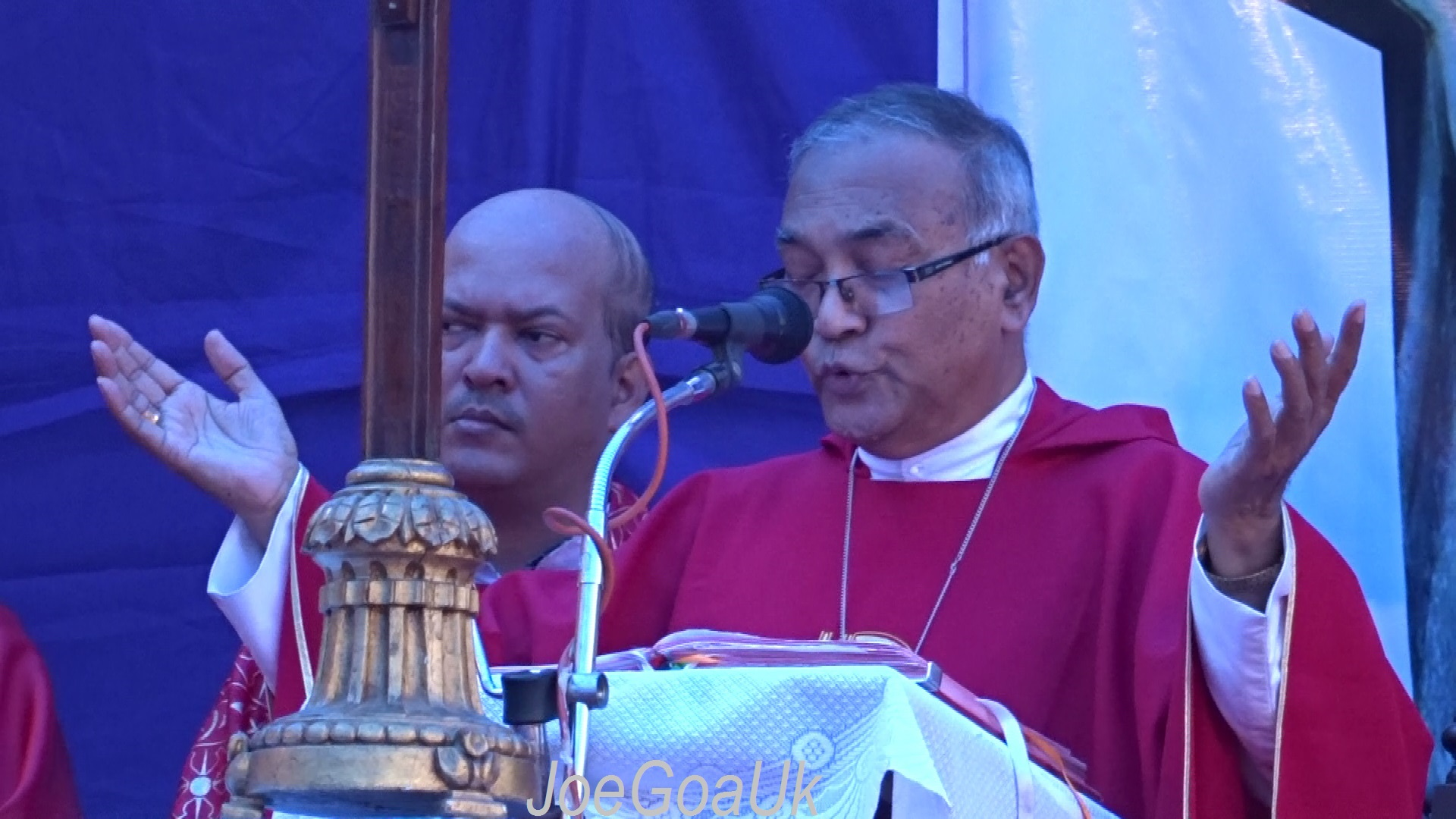
Bisschop Aloysius Paul D’Souza (1996-2018)

Bangalore (aartsbisdom) · Belgaum · Bellary · Chikmagalur · Gulbarga · Karwar · Mangalore · Mysore · Shimoga · Udupi